# James Chesnut

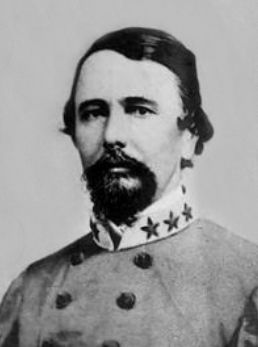
James Chesnut

James Chesnut, Jr., född 18 januari 1815 nära Camden, South Carolina, död 1 februari 1885 i Camden, South Carolina, var en amerikansk militär och politiker (demokrat). Han representerade delstaten South Carolina i USA:s senat 1858-1860 och tjänstgjorde som brigadgeneral i sydstatsarmén under det amerikanska inbördeskriget.
Chesnut studerade juridik vid College of New Jersey (numera Princeton University). Han inledde 1837 sin karriär som advokat i Camden, South Carolina.
Chesnut efterträdde 1858 Arthur P. Hayne som senator för South Carolina. Han lämnade senaten i november 1860. Han var sedan ledamot av CSA:s provisoriska kongress (Provisional Confederate Congress) 1861-1862. Även om Chesnut hade lämnat sitt ämbete som ledamot av USA:s senat redan 1860, tolkade senaten den 11 juli 1861 att hans mandat inte formellt hade gått ut, eftersom man beslutade om att officiellt avskeda honom i hans frånvaro.
Överste Chesnut tjänstgjorde som president Jefferson Davis adjutant under amerikanska inbördeskriget. Han befordrades 1864 till brigadgeneral.
Fadern James Chesnut var en av de rikaste plantageägarna i sydstaterna. James, Jr. var den yngsta av fjorton barn. Han hann aldrig ärva en del av faderns stora egendom när den var stor, eftersom fadern dog 90 år gammal först 1866, året efter inbördeskrigets slut och familjen hade förlorat största delen av sin förmögenhet i kriget. Det som fanns kvar bestod till största delen av skulder.
James Chesnut, Jr. avled 1885 och gravsattes på Knights Hill Cemetery i Kershaw County. Hustrun Mary Boykin Chesnut är känd för sin dagbok från inbördeskrigets tid. Historikern C. Vann Woodward redigerade en ny utgåva av Mary Chesnut's Civil War som vann Pulitzerpriset år 1982, flera årtionden efter publiceringen av den första utgåvan.